# Sac du Palatinat
Guerre de la Ligue d'Augsbourg
Batailles
- Philippsbourg (1688)
- Sac du Palatinat (1689)
- Baie de Bantry (1689)
- Mayence (1689)
- Walcourt (1689)
- Fleurus (1690)
- Cap Béveziers (1690)
- La Boyne (1690)
- Limerick (1690)
- Staffarda (1690)
- Québec (1690)
- Coni (1691)
- Mons (1691)
- Leuze (1691)
- Aughrim (1691)
- La Hougue (1692)
- Namur (1692)
- Steinkerque (1692)
- Lagos (1693)
- Neerwinden (1693)
- La Marsaille (1693)
- Charleroi (1693)
- Saint-Malo (1693)
- Rivière Ter (1694)
- Camaret (1694)
- Texel (1694)
- Dieppe (1694)
- Bruxelles (1695)
- Namur (1695)
- Dogger Bank (1696)
- Carthagène (1697)
- Barcelone (1697)
- Baie d'Hudson (1697)

Le sac du Palatinat, aussi appelé second ravage du Palatinat (en référence au premier ravage, exercé en 1674 par Turenne), est une opération de destruction méthodique menée par les armées de Louis XIV en 1688-1689 dans le sud-ouest du Saint-Empire.
Au printemps 1689, Louis XIV, pressé par son ministre Louvois, donne l’ordre de mettre à sac le Palatinat pour assurer une « défensive sur le Rhin ». Cette décision est considérée comme l’une des plus graves erreurs stratégiques du roi de France puisque la plupart des princes allemands se rallient à la bannière du Saint-Empire Habsbourg et renforcent par la même occasion le parti anti-français en Europe.

## Contexte

### Ravages dans les guerres duXVIIesiècle
Dans les guerres du XVIIe siècle, il est courant pour les armées en campagne de réquisitionner des ressources sur un territoire occupé, afin de limiter les coûts pour l'entretien et la logistique, autant que pour priver l'ennemi de ces ressources si ce territoire venait à repasser sous son contrôle. Le caractère exceptionnel du sac du Palatinat tient à la taille du territoire touché par ces attaques

### Conflit franco-germanique
À ce moment du conflit, la France est uniquement en guerre contre le Saint-Empire et veut éviter l'embrasement général tout en se protégeant des incursions ennemies qui pourraient menacer l'Alsace. Ainsi, Louis XIV frappe vite et fort et met le Palatinat à feu et à sang.

## Déroulement

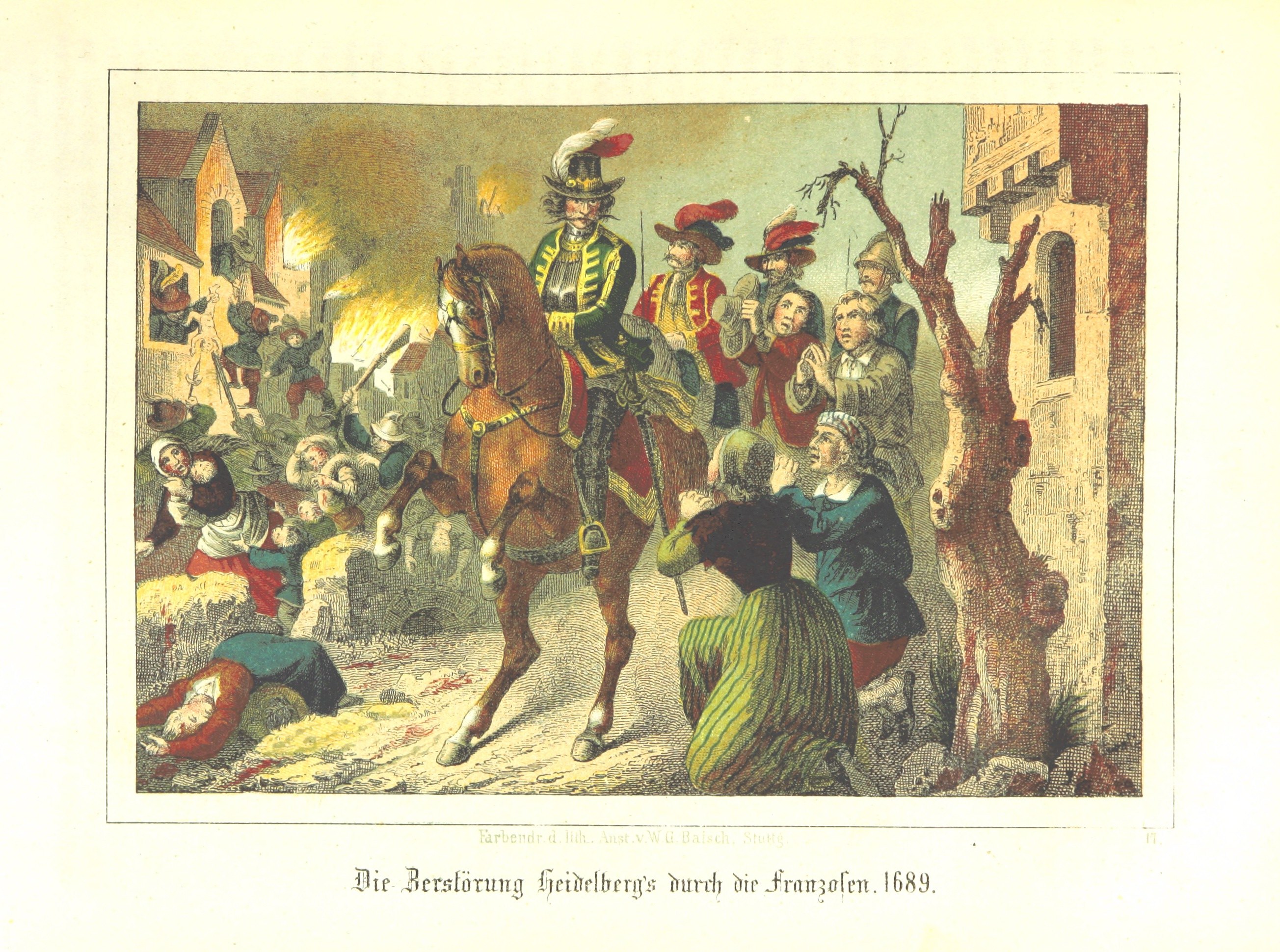
La destruction d'Heidelberg par les Français en 1689

En septembre 1688, l'armée du Rhin pénètre sans déclaration de guerre formelle sur les hauteurs dominant le Palatinat et sur la rive gauche du Rhin, et s’enfonce jusqu'en Bade.
Pforzheim était occupée depuis le 10 octobre 1688. Les villes de Heilbronn, Heidelberg et Mannheim (le 10 novembre) sont enlevées et les fortifications de Philippsbourg sont prises d'assaut à la suite d'un siège. Le général Mélac stationne ses troupes à Heilbronn sous les ordres du maréchal de Montclar. Dans une première phase de décembre 1688 à mars 1689, les régions du Palatinat et du Wurtemberg sont ravagées depuis Heilbronn, y compris Donauwörth, Marbach-am-Neckar et Schorndorf. Sur la fin de l'année, les troupes françaises s’emparent de Heidelberg, capitale de l'électorat de Palatinat, et de plusieurs bourgs le long du Neckar, dont Ladenburg. Elles incendient Pforzheim le 21 janvier 1689. 
Les opérations, dirigées par le ministre de la guerre Louvois, commencent le 16 février 1689 par l'attaque du château de Heidelberg et le 2 mars la ville elle-même est incendiée. Habituellement ce type d'opération comprend la destruction des cultures, le massacre ou le vol du bétail ainsi que la destruction des fortifications. Dans le cas présent, en plus de ces actes, les villes, les villages, les châteaux, les églises seront systématiquement rasés, les ponts détruits, les populations chassées : le 8 mars c’est le tour de Mannheim puis de Frankenthal, de Worms, de Spire (dont la cathédrale multiséculaire est détruite) et d’autres bourgs de la rive gauche du Rhin. Le 31 mai, Louvois fait bombarder le fort de Landskrone et la ville d’Oppenheim. Sur la rive droite du Rhin, les villes de Bretten, Maulbronn, Pforzheim (10-11 août), Baden-Baden, etc. connaissent le même sort.
Cependant selon Jean-Philippe Cénat, les destructions dans le Palatinat ne s'accompagnent pas d'un massacre de la population civile. D'après André Corvisier, les habitants ont une semaine pour évacuer les lieux avant le brûlement du Palatinat, tandis que des chariots sont mis à la disposition de ceux qui souhaitaient se réfugier en Alsace.

## Conséquences

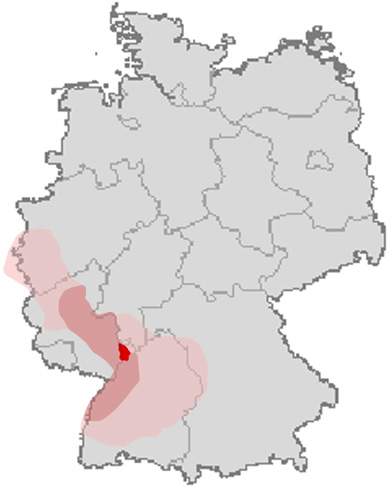
Zone d'action des troupes françaises au cours de la campagne du Palatinat.

En détruisant le Palatinat, Louis XIV monte l'opinion allemande contre lui. Dans Les soupirs de la France esclave qui aspire après la liberté, Pierre Jurieu (paternité du texte discutée) écrit : « Les Français passaient autrefois pour une nation honnête, humaine, civile, d'un esprit opposé aux barbaries ; mais aujourd'hui un français et un cannibale, c'est à peu près la même chose dans l'esprit des voisins ». En plus de l'opinion, cet acte incite les princes allemands à se joindre à l'empereur et à renforcer la coalition opposée à la France.
À ce jugement, on peut joindre celui de Voltaire : « C’était pour la seconde fois que ce beau pays était désolé sous Louis XIV ; mais les flammes dont Turenne avait brûlé deux villes et vingt villages du Palatinat n’étaient que des étincelles, en comparaison de ce dernier incendie. L’Europe en eut horreur. Les officiers qui l’exécutèrent étaient honteux d’être les instruments de ces duretés [...] Si le roi avait été témoin de ce spectacle, il aurait lui-même éteint les flammes. Les nations, qui jusque-là n’avaient blâmé que son ambition en l’admirant, crièrent alors contre sa dureté et blâmèrent même sa politique : car, si les ennemis avaient pénétré dans ses États, comme lui chez les ennemis, ils eussent mis ses villes en cendres. Ce danger était à craindre : Louis, en couvrant ses frontières de cent mille soldats, avait appris à l’Allemagne à faire de pareils efforts. »